# The Heartbroke Kid
«The Heartbroke Kid» (рус. Ребёнок с разбитым сердцем) — семнадцатая серия шестнадцатого сезона мультсериала «Симпсоны», вышла в эфир 1 мая 2005 года.

## Сюжет
В школе проводится выбор поставщика школьных автоматов. Самым лучшим кандидатом оказывается Линдси Нейгл, которая предлагает автомат с «Обжорками от Рэпера и Смэппера» при условии, что 50 % от всего дохода принадлежит компании по производству. Обжорки быстро набирают в школе большую популярность, и в первый день возле автоматов собирается множество детей, желающих их купить. Среди таких учащихся оказывается Лиза Симпсон. Обнаруживая в составе опасные химические вещества, она пытается огородить учащихся школы от обжорок, указывая на их состав, но никому до этого нет дела.
Попробовав их, Барт входит во вкус и наотрез отказывается от здорового питания. Через три недели у него проявляется ожирение третьей степени, которое вскоре является причиной сердечного приступа.
Мальчику положена строжайшая диета, но вопреки этому, он втайне от родителей её нарушает и продолжает тайком поедать обжорки. Мардж принимает решение отправить его в лагерь для больных ожирением. За дело берётся Таб Спэнглер — директор лагеря и профессиональный тренер. Через неделю Симпсонам приходит счёт на огромную сумму денег. Семейство принимает решение превратить свой дом в молодёжный отель.
Барт умудряется и в лагере тайком питаться вредной пищей. Таб ему показывает, на какие унижения идёт семья ради него. Барта мучает совесть, и он решает уничтожить автоматы со сладостями, что он вскоре и делает. Домой Барт приходит с мешками полными денег, на которые Симпсоны могут оплатить услуги Таба.
Денег оказалось достаточно, чтобы отправить ещё одного члена семьи в лагерь. Им оказывается Гомер, который вынужден туда поехать. Эпизод заканчивается конфликтом Таба и Гомера из-за простого чизбургера.

## Производство
В роли приглашённой звезды, фитнес-инструктора Барта в лагере, в серии принял участие Альберт Брукс. Это уже его пятое появление в сериале, но первое за последние 10 лет (до этого он появлялся в сериях первой половины 90-х годов: «The Call of the Simpsons», «Life on the Fast Lane», «Bart’s Inner Child», «You Only Move Twice»). Издание IGN ставит Альберта Брукса на первое место в списке «лучших приглашённых звёзд в „Симпсонах“» и выражает мнение, что он ещё не раз появится в сериале.